# Madeline Smith
Madeline Smith (nacida el 2 de agosto de 1949) es una actriz inglesa. Habiendo sido una modelo en la década de 1960 ella apareció en muchas series de televisión y producciones de teatro, además de películas de comedia y terror, en los años 70 y 80.

## Primeros años
Ella nació en Hartfield, Sussex. Su padre tenía una tienda de antigüedades cerca de Kew Gardens y en su adolescencia tuvo un trabajo temporal en Biba, la famosa boutique situada en Kensington High Street, Londres. Fue a instancias de Barbara Hulanicki, fundadora de Biba, que se convirtió en una modelo. En la década de 1960 y principios de los 70, apareció regularmente en la obra del dibujante de la revista musical Disc J. Edward Oliver, quien en una ocasión dedicó una tira entera a ella titulada «The Life and Habits of Madeline Smith».

## Carrera
Primero trabajó para Hammer Productions en Taste the blood of Dracula (1969), acreditada como 'Maddy Smith' e interpretando a una prostituta del East End. Entre sus otras apariciones en películas, actuó junto a Ava Gardner en Tam-Lin, Peter Cushing en The Vampire Lovers y Frankenstein and the Monster from Hell, Diana Dors en The Amazing Mr. Blunden, Frankie Howerd en Up Pompeii y Up the Front, y Vincent Price en Theatre of Blood. En 1973 interpretó a la chica Bond Miss Caruso en Vive y deja morir, la primera película de James Bond protagonizada por Roger Moore. Fue recomendada para el papel por Moore mismo, habiendo aparecido previamente con él en un episodio de The Persuaders! en televisión.
Sus numerosos créditos de teatro incluyen trabajar con el director estadounidense Charles Marowitz en Blue Comedy (en el Yvonne Arnaud Theatre, Guildford) y The Snob (en el Tottenham Court Road de Marowitz, el Open Space). Ella también actuó junto a Alec Guinness en la producción original del West End de Habeas Corpus de Alan Bennett (interpretando a Felicity Rumpers), otra vez con Frankie Howerd en la adaptación de Volpone The Fly and the Fox (Churchill Theatre, Bromley), interpretó a Elma en la obra de la Cambridge Theatre Company Canaries Sometimes Sing de Frederick Lonsdale y pasó dos años interpretando a la protagonista en The Mousetrap de Agatha Christie en St Martin's Theatre.
Sus créditos en televisión incluyen Doctor at Large (1971), The Two Ronnies (1971), Clochemerle (1972), His and Hers (1970), Casanova '73 (1973) con Leslie Phillips, Steptoe and Son (1974) y The Howerd Confessions (1976), entre otros. Formó parte  del elenco regular de la serie de BBC2 The End of the Pier Show (1974) y In The Looking Glass (1978) junto a los escritores satíricos John Wells y John Fortune y el compositor Carl Davis.
Habiendo dado a luz a una hija, Emily, poco a poco ella fue dejando su carrera como actriz. Su esposo, el actor David Buck, murió de cáncer en 1989. Veinte años más tarde ella fue entrevistada (y fue estrella de la tapa) para el libro de mesa Hammer Glamour.

## Filmografía selecta
| - The Mini-Affair (1967) - Some Like It Sexy (1969) - Tam-Lin (1969) - Taste the blood of Dracula (1970) - The Vampire Lovers (1970) - Up Pompeii (1970) - The Magnificent Seven Deadly Sins (1971) - Carry On Matron (1971) - Up the Front (1972) - The Amazing Mr. Blunden (1972) | - Theatre of Blood (1972) - Vive y deja morir (1973) - The Love Ban (1973) - Take Me High (1973) - Percy's Progress (1974) - Frankenstein y el monstruo del infierno (1974) - Galileo (1975) - The Bawdy Adventures of Tom Jones (1975) - Fern, the Red Deer (1976) |